# Griffone di Bruxelles
Piccolo cane da compagnia, intelligente, fiero e robusto, il griffone di Bruxelles (anche "griffoncino") appartiene al gruppo dei "tre belgi di piccola taglia", assieme al griffone belga e al piccolo brabantino.

## Origini
Le tre razze belghe appartengono de facto allo stesso standard, sennonché vengono classificati distintamente dalla FCI per differenze relative al pelo ed al colore del mantello.
Tutte e tre le razze derivano dagli antichi griffoni da scuderia, utilizzati in Francia, Paesi Bassi e Germania per fare da guardia alle carrozze e tenere lontano i roditori. 
Piccoli di taglia e poco gravosi da mantenere, negli anni divennero ottimi cani da compagnia, abili nel cacciare i topi e nel custodire la casa.
Diventarono molto popolari anche grazie all'interesse dimostrato loro dalla regina Maria Enrichetta del Belgio. 
Il Griffoncino di Bruxelles venne iscritto per la prima volta nel Libro delle origini nel 1883, mentre il primo standard venne redatto nel 1905.
Rischiò l'estinzione durante l'occupazione tedesca del Belgio nella prima guerra mondiale. Fortunatamente la razza venne salvata dagli allevatori inglesi.

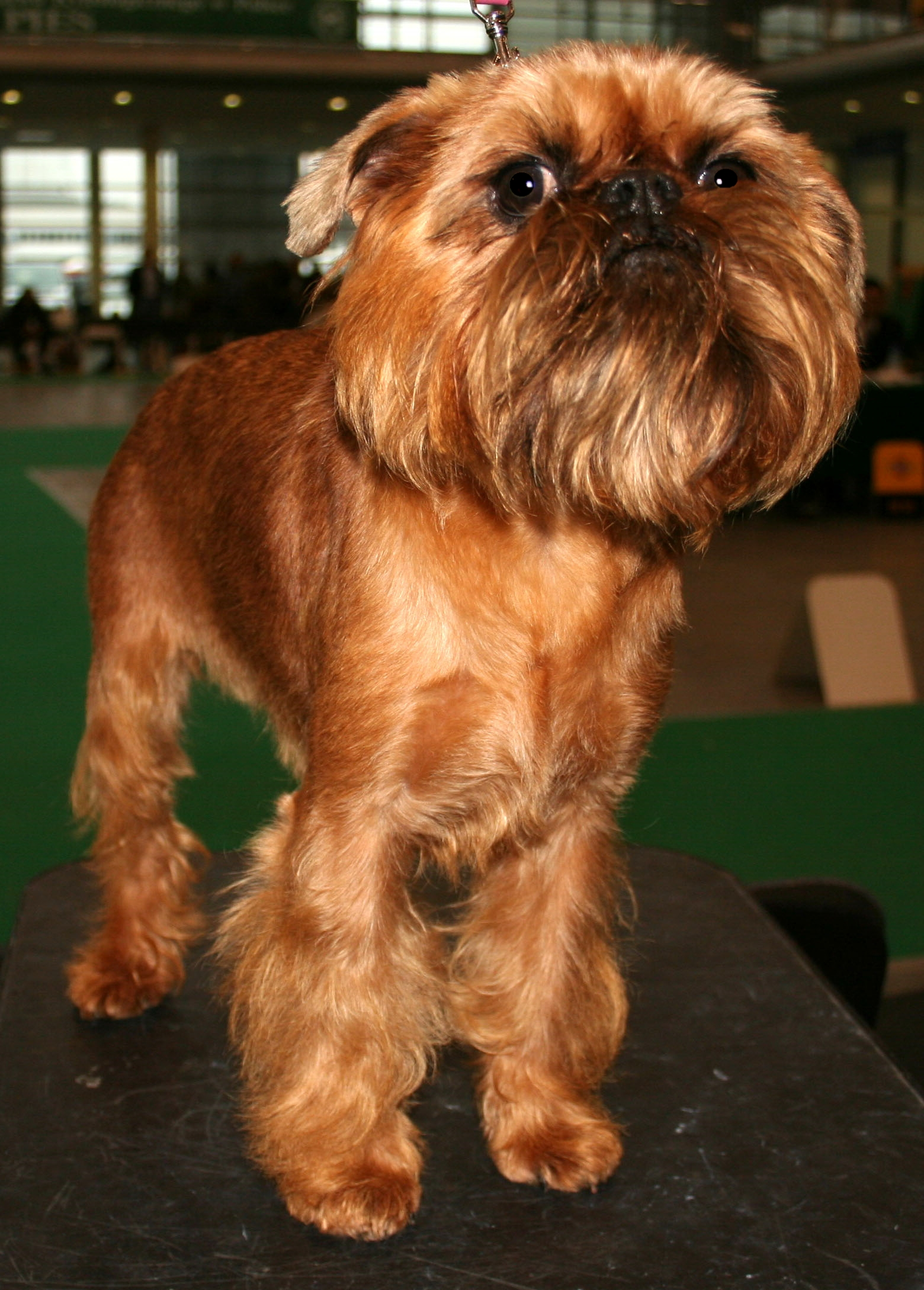
Barba e baffi sono tipici del griffone di Bruxelles.

## Caratteristiche fisiche
Il griffone di Bruxelles è barbuto e baffuto, di taglia piccola, ma compatto e robusto.
Si distingue dagli altri griffoni belgi per il pelo duro, arruffato e folto, ed il colore esclusivamente rossastro (è ammesso solo un po' di nero sulla testa).

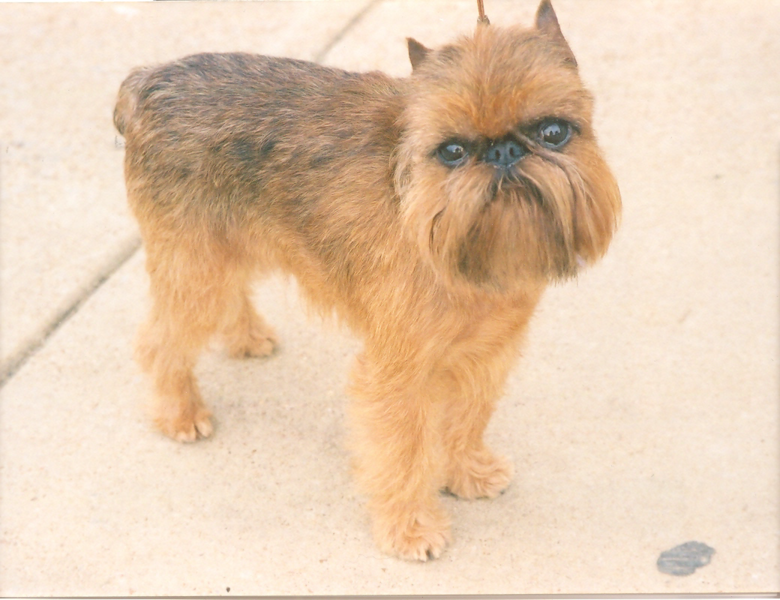
Griffone di Bruxelles.

La testa è abbastanza importante se paragonata al corpo: è larga e rotonda, con fronte ben bombata e stop molto marcato. Il muso, prognato, è piuttosto corto, mentre il tartufo è largo, corto, nero e con narici ben aperte.
Gli occhi sono grandi e rotondi e di color bruno, il più scuro possibile. Le orecchie sono piccole, attaccate alte e ripiegate in avanti.
La coda è inserita alta e portata abbastanza alta.

## Temperamento
È un cane vivace, coraggioso, curioso, vigile, intelligente e molto affettuoso. Ideale come cane da compagnia e per la vita in appartamento, è altresì un buon guardiano.